# Noyelles-Godault
Noyelles-Godault é uma comuna francesa na região administrativa de Altos da França, no departamento de Pas-de-Calais. Estende-se por uma área de 5,45 km². Em 2010 a comuna tinha 5 861 habitantes (densidade: 1 075,4 hab./km²).